# 地塗り
地塗り（じぬり）とは、
- 絵画制作において、制作にそぐうように単色の地塗り剤などで画面をあらかじめ塗ること[1]。油彩#油彩画の構造も参照。
- 日本の伝統工芸品を作成する工程で施す下塗りのこと。漆器（蒔絵）などでは漆、日本人形などでは胡粉の下塗りの工程をいう。